# هاني الريماوي
هاني الريماوي دبلوماسي فلسطيني، قدم أوراق اعتماده سفيرًا لسفارة دولة فلسطين لدى الإكوادور في 22 أبريل 2014. كان قد مُنح رتبة سفير في 31 أكتوبر 2005 وعُين رئيسًا لبعثة فلسطين لدى فنزويلا.